# هورست ستيفن
هورست ستيفن (بالألمانية: Horst Steffen)‏ هو لاعب كرة قدم ومدرب كرة قدم ألماني في مركز الوسط، ولد في 3 مارس 1969 في كريفلد في ألمانيا. شارك مع منتخب ألمانيا تحت 21 سنة لكرة القدم. أما مع النوادي، فقد لعب مع بوروسيا مونشنغلادباخ ونادي أوردينغن 05 ونادي بروسيا مونستر ونادي دويسبورغ.

## وصلات خارجية
- هورست ستيفن على موقع قاعدة بيانات كرة القدم.إي يو (الإنجليزية)
- هورست ستيفن على موقع بيانات كرة القدم. دي إي (الألمانية)
- هورست ستيفن على موقع عالم كرة القدم.نت (الإنجليزية)